# Elephant Games
Elephant Games — компанія, що займається розробкою казуальних ігор, заснована у 2003 році. . У Вірменії компанія зареєстрована як Elephant Games AR LLC. У компанії працює від 247 до 305 працівників. Зараз випускає ігри для ПК, Mac, iPad, iPhone та Android. Більшість проєктів компанії публікує американське видавництво Big Fish Games.

## Історія
У 2003 році друзі Андрій Пахмутов і Дмитро Куклін зняли маленьку кімнату в центрі міста Йошкар-Ола. Купивши редактор коду DarkBASIC, розпочали роботу над першим проєктом. 
Компанія розпочала роботу як інді-розробник "White Elephant", але пізніше компанія була перейменована на "Elephant Games". Причина тому, те, що так у деяких країнах називають провальну угоду. Через кілька місяців засновники розробили першу гру. Вони називали її "черв'ячки", але офіційною назвою було Crazy Worms. Це гра на логіку. Черв'яки вилазили з норок, їх ловила пташка. Завдання гравця — сховати всіх черв'яків у нірки, щоби птахи не з'їли черв'яків. 
«Цікава графіка, черв'яки та пташка виглядали смішно», — згадує Куклін.
Гра росповсюджувалась на оптичному диску у збірнику із 20 іграми інших розробників. Розробники заробили близько 100 доларів. Видавців виявили на ігровому ресурсі DTF. "У нас дуже відкрита індустрія, і нічого страшного немає в тому, щоб написати видавцям, вони ще надсилають свої поради", - говорить Пахмутов.
У Росії компанія працювала з видавництвами "Новий Диск" та "1С". Пізніше під'єдналися видавники з Європи. Партнери були готові продавати права на свої ігри за кілька доларів і включати їх у збірники, аби про них дізнавалися геймери.
Наступним важливим проєктом стала аркада про слоника, якій вміє літати. Гра називалася Jungle Heart. Розробники взяли ідею з однієї зі схожих ігор: 
"Є, наприклад, кльовий платформер про ведмежа, що стрибає, хотілося зробити такий же, але крутіший. Наша гра про слоника відрізнялася від основних платформерів тим, що герой не лише стрибав, а й злітав і, махаючи вухами, пролітав складні ділянки", — каже Куклін.
Після продажу гри Jungle Heart з'явилася можливість взяти художника в штат і платити йому зарплату, близько 3000-5000 рублів на місяць.
Протягом 2006 року компанія випустила три частини аркадного top-down шутера "RIP". Спочатку гра була опублікована канадським видавництвом Meridian4 і вони видавали частини роздільно у Steam. Пізніше - Elephant Games самі розповсюджували трилогію однією грою у Steam.
Elephant Games стала одним із перших розробників із Росії, який отримав ліцензію від японської компанії Nintendo на розробку ігор для Nintendo DS. Компанія схвалила та заліцензувала концепцію шутера WinD (Way in Dusk). Гру зробили та показували на виставках, але видавці не купували її. Вони вважали, що "Nintendo - це більше про дівчаток". Зрештою, гру продали італійському дистриб'ютору приблизно за 25 000 доларів, але гру випустити не встигли через те, що видавець розорився.
З урахуванням отриманих порад Elephant Games створила гру, в якій гравцеві потрібно було наряджати та розфарбовувати персонажів. У цій грі була особливість: якщо гравець подує в мікрофон, то він включить фен, а у персонажа сохло волосся. Це було зроблено через те, що Nintendo мала вимогу, що у будь-якій грі повинен підтримуватися мікрофон, незалежно від потреб гри. Ідея сподобалася французькому видавнику Mindscape. 
"У той час у Франції показували серіал Real Stories, це як для нас "Елен і хлопці", - згадує Пахмутов.
Гру назвали "Real Stories: Fashion Shop". Вона була симуляційною відеогрою на тему моди. Гру адаптували під телешоу. Французький видавець продав права на гру у кілька країн, включаючи Велику Британію, розробники отримували роялті від цих договорів.
На одній з ігрових виставок компанією зацікавився англійський видавець ZOO Digital. Він мав ліцензію на розробку та видавництво відеоігор під брендом Love is, і йому подобалася концепція Real Stories. 
У 2009 році компанія розробила гру в жанрі екшен для платформ Nintendo DS та Wii, "Love Is... У розквіті" за мотивами коміксу Love Is... новозеландської художниці Кім Гроув.
На одній із московських конференцій у 2009 році Elephant Games помітив продюсер американського видавця Big Fish Games. Після чого, прийшов на стенд, підсів до дизайнера та почав грати у їхню гру Lost in the City. Big Fish Games працював з українською студією ERS Game Studios. На той момент це була шановна компанія, на яку орієнтувалася Elephant Games.
З того часу Elephant Games продає для Big Fish Games ексклюзивні права на ігри, а видавець розповсюджує їх у всьому світі. 
"Ми не бігаємо від видавця до видавця, у нас є молодий напрямок – експериментальна лабораторія: робимо мініігри, щоб дати співробітникам відволіктися. Вони створюють ігри, які їм цікаві. Решту випускаємо з Big Fish Games", - говорить Куклін.
Elephant Games створює ігри жанру "пошук предметів". Перша гра такого жанру - "Lost in the City" вийшла у 14 березня 2009 року. Новий Диск розповсюджував цю гру під назвою "Город тайн. Роковое свидание",  Alawar видавав цю гру під назвою "Город, которого нет", а Nevosoft під назвою "Затерянный в городе". Інші, включаючи серію Mystery Trackers, яка починається з Mystery Trackers: The Void 2010 року, Mystery Trackers: Raincliff та Hallowed Legends: Templar у 2011 році, та багатьох інших.
У 2013 році Elephant Games отримали контроль над двома великими серіями, які раніше розроблялися студією Big Fish Studios, а саме: Mystery Case Files і Haunted Hotel.
У жовтні 2012 року компанія випустила свою першу безплатну гру Found: A Hidden Object Adventure, яка доступна на ПК, та iPad.
Друга безплатна гра Midnight Castle була випущена у грудні 2013 року. Вона стала найпопулярнішою грою компанії. Вона тримається у топ-100 США вже два з половиною роки. За даними аналітичної системи Sensor Tower, щомісяця гра приносить 200 тисяч доларів. Як правило, виторг ділиться приблизно порівну між видавцем та розробниками.
Останнім часом компанія розробляє все більше ігор за моделлю free-to-play і менше великих. "У нас є велика кількість гравців, які вкладають понад 500 доларів на місяць у Midnight Castle, і це жінки", - говорить Пахмутов.
У 2016 році студія випустила свою першу повністю самовидану гру під назвою Just Bones, яка видавалася на платформі цифрової дистрибуції Steam.
Партнери випускають багато ігор, на сайті видавця представлено 67. "Преміум гру" (яка заробляє з продажу гри) розробляють чотири-п'ять місяців, Free-to-play (яка заробляє на продажі додаткових можливостей у грі) - близько півтора року.
Працюючи за кордоном, компанія стикається з жорсткішими правилами, пов'язаними із захистом авторського права. Наприклад, у грі Mystery Trackers: Silent Hollow художники студії намалювали персонажа, схожого на героїню серіалу "Теорія великого вибуху" Емі Фару Фаулер. Хоча, насправді прототипом дівчини з гри була співробітниця компанії. Через це виробники телешоу намагалися засудити компанію за порушення авторського права. Після надсилання фото колеги претензнії зникли. Також, для публіки заходу важливою є толерантність. Так, в одній з ігор була сцена, де діти грають в індіанців. Її попросили прибрати, щоб нічиї почуття не були ображені.

## Випущені ігри
- Lost in the City[25]
  - Lost In The City (2009)
  - Lost In The City: Post Scriptum (2010)

- Mystery Trackers[26]
  1. Mystery Trackers: The Void (2010)
  2. Mystery Trackers: Raincliff (2011)
  3. Mystery Trackers: Black Isle (2012)
  4. Mystery Trackers: The Four Aces (2012)[27]
  5. Mystery Trackers: Silent Hollow (2013)
  6. Mystery Trackers: Raincliff’s Phantoms (2014)
  7. Mystery Trackers: Blackrow’s Secret (2014)
  8. Mystery Trackers: Nightsville Horror (2015)[28]
  9. Mystery Trackers: Winterpoint Tragedy (2015)
  10. Mystery Trackers: Paxton Creek Avenger (2016)[29]
  11. Mystery Trackers: Train to Hellswich (2016)[30]
  12. Mystery Trackers: Queen of Hearts (2016)
  13. Mystery Trackers: Memories of Shadowfield (2017)
  14. Mystery Trackers: Mist Over Blackhill (2018)
  15. Mystery Trackers: Darkwater Bay (2018)
  16. Mystery Trackers: The Fall Of Iron Rock (2019)
  17. Mystery Trackers: The Secret of Watch Hill (2019)[31]
  18. Mystery Trackers: Fatal Lesson (2020)[32]
  19. Mystery Trackers: Forgotten Voices (2021)[33]

- Grim Tales
  1. Grim Tales: The Bride (2011)[34]
  2. Grim Tales: The Legacy (2012)[35]
  3. Grim Tales: The Wishes (2012)[36]
  4. Grim Tales: The Stone Queen (2013)
  5. Grim Tales: Bloody Mary (2013)
  6. Grim Tales: The Vengeance (2014)
  7. Grim Tales: Color of Fright (2014)
  8. Grim Tales: The Final Suspect (2015)
  9. Grim Tales: Threads of Destiny (2015)
  10. Grim Tales: The Heir (2016)
  11. Grim Tales: Crimson Hollow (2016)
  12. Grim Tales: Graywitch (2017)
  13. Grim Tales: The White Lady (2017)
  14. Grim Tales: The Time Traveler (2018)
  15. Grim Tales: The Hunger (2018)
  16. Grim Tales: The Nomad (2019)[37]
  17. Grim Tales: Guest From The Future (2019)
  18. Grim Tales: The Generous Gift (2020)
  19. Grim Tales: Heritage (2020)
  20. Grim Tales: Trace in Time (2021)[38]
  21. Grim Tales: Echo of the Past (2021)

- Hallowed Legends[39]
  - Hallowed Legends: Samhain (2011)
  - Hallowed Legends: Templar (2011)[40]
  - Hallowed Legends: Ship of Bones (2013)

- Chimeras[41]
  1. Chimeras: Tune of Revenge (2012)[42][43]
  2. Chimeras: The Signs of Prophecy (2015)
  3. Chimeras: Cursed And Forgotten (2016)
  4. Chimeras: Mortal Medicine (2016)
  5. Chimeras: Mark of Death (2017)[44]
  6. Chimeras: Blinding Love (2017)
  7. Chimeras: New Rebellion (2018)
  8. Chimeras: Heavenfall Secrets (2018)
  9. Chimeras: Wailing Woods (2019)[45]
  10. Chimeras: Price Of Greed (2019)
  11. Chimeras: Cherished Serpent (2020)
  12. Chimeras: Inhuman Nature (2020)[46]
  13. Chimeras: What Wishes May Come (2020)[47]

- Christmas Stories[48]
  1. Christmas Stories: Nutcracker (2012)
  2. Christmas Stories: A Christmas Carol (2013)
  3. Christmas Stories: Hans Christian Andersen’s Tin Soldier (2014)
  4. Christmas Stories: Puss in Boots (2015)
  5. Christmas Stories: The Gift of the Magi (2016)
  6. Christmas Stories: A Little Prince (2017)
  7. Christmas Stories: Alice’s Adventures (2018)
  8. Christmas Stories: Enchanted Express (2019)
  9. Christmas Stories: The Christmas Tree Forest (2020)[49]
  10. Christmas Stories: Yulemen (2021)[50]

- Royal Detective[51]
  1. Royal Detective: The Lord of Statues (2012)
  2. Royal Detective: Queen of Shadows (2014)
  3. Royal Detective: Legend of the Golem (2016)
  4. Royal Detective: Borrowed Life (2017)
  5. Royal Detective: The Princess Returns (2018)
  6. Royal Detective: The Last Charm (2019)[52]

- Surface[53]
  1. Surface: Mystery of Another World (2012)
  2. Surface: The Noise She Couldn’t Make (2012)
  3. Surface: The Soaring City (2013)
  4. Surface: The Pantheon (2013)
  5. Surface: Reel Life (2014)[54]
  6. Surface: Game of Gods (2014)[55]
  7. Surface: Alone in the Mist (2015)
  8. Surface: Return to Another World (2015)
  9. Surface: Lost Tales (2016)[56]
  10. Surface: Virtual Detective (2016)[57]
  11. Surface: Strings of Fate (2017)
  12. Surface: Project Dawn (2017)[58]

- Death Pages
  - Death Pages: Ghost Library (2013)[59]

- Haunted Hotel
  1. Haunted Hotel: Eclipse (2013)[60][61]
  2. Haunted Hotel: Ancient Bane (2014)
  3. Haunted Hotel: Death Sentence (2014)
  4. Haunted Hotel: Eternity (2015)[62]
  5. Haunted Hotel: Phoenix (2015)
  6. Haunted Hotel: The X (2015)
  7. Haunted Hotel: The Axiom Butcher (2016)
  8. Haunted Hotel: Silent Waters (2016)[63]
  9. Haunted Hotel: The Thirteenth (2016)
  10. Haunted Hotel: Personal Nightmare (2017)
  11. Haunted Hotel: The Evil Inside (2017)
  12. Haunted Hotel: Lost Dreams (2018)[64]
  13. Haunted Hotel: Beyond the Page (2018)[65]
  14. Haunted Hotel: Room 18 (2019)[66]
  15. Haunted Hotel: Lost Time (2020)[67]
  16. Haunted Hotel: A Past Redeemed (2021)[68]

- Mystery Case Files[69]
  - Mystery Case Files: Fate’s Carnival (2013)
  - Mystery Case Files: Dire Grove, Sacred Grove (2014)

- Riddles of Fate[70]
  - Riddles Of Fate: Wild Hunt (2013)[71]
  - Riddles of Fate: Into Oblivion (2014)
  - Riddles of Fate: Memento Mori (2014)

- Midnight Calling[72]
  1. Midnight Calling: Anabel (2015)
  2. Midnight Calling: Jeronimo (2016)
  3. Midnight Calling: Valeria (2017)
  4. Midnight Calling: Wise Dragon (2017)[73]
  5. Midnight Calling: Arabella (2018)[74][75]

- Halloween Stories[76]
  1. Halloween Stories: Invitation (2017)
  2. Halloween Stories: Black Book (2018)
  3. Halloween Stories: Horror Movie (2019)[77]
  4. Halloween Stories: Defying Death (2020)
  5. Halloween Stories: The Neglected Dead (2021)[78]

- Detectives United[79]
  1. Detectives United: Origins (2018)
  2. Detectives United: The Darkest Shrine (2019)
  3. Detectives United: Timeless Voyage (2020)[80]
  4. Detectives United: Phantoms of the Past (2021)[81]
  5. Detectives United: Deadly Debt (2022)[82][83]

- Paranormal Files[84]
  1. Paranormal Files: Fellow Traveler (2018)
  2. Paranormal Files: The Tall Man (2018)
  3. Paranormal Files: Enjoy The Shopping (2019)
  4. Paranormal Files: The Hook Man Legend (2019)
  5. Paranormal Files: Trials of Worth (2020)[85]
  6. Paranormal Files: The Trap of Truth (2020)
  7. Paranormal Files: Ghost Chapter (2020)
  8. Paranormal Files: Price of a Secret (2022)[86]

- Ms Holmes[87]
  - Ms Holmes: Monster of Baskervilles (2019)[88]
  - Ms Holmes: Five Orange Pips (2020)[89]
  - Ms Holmes: The Adventure of the McKirk Ritual (2021)[90]

- Strange Investigations
  - Strange Investigations: Becoming (2021)[91][92]
  - Strange Investigations: Two For Solitaire (2021)[93]

- Crossroads
  - Crossroads: On a Just Path (2022)[94][95][96]
- Cursed Fables
  - Cursed Fables: White as Snow (2022)[97][98][99]

- Автономні ігри
  - Avalon (2006)[100]
  - Jungle Heart (2006)[101]
  - Road Rush (2006)[102]
  - RIP Trilogy(2007)[103]
  - Bloom (2008)[104]
  - Real Stories: Fashion Shop (2008)[105]
  - Love Is… In Bloom (2009)[106]
  - Wisegal (2009)[107]
  - Ball Craft (2010)[108]
  - Urban Legends: The Maze (2011)[109][110][111]
  - Found: A Hidden Object Adventure (2012)[112][113]
  - Detective Quest: The Crystal Slipper (2013)[114][115]
  - Midnight Castle (2014)[116][117][118]
  - Unfinished Tales: Illicit Love (2013)[119]
  - Sir Match-a-Lot (2016)[120]
  - Masquerade Mysteries: The Case of the Copycat Curator[121]